# Eva Günther-Gräff
Eva Günther-Gräff (* 20. September 1968) ist eine deutsche Juristin. Sie ist Richterin am Bundesarbeitsgericht.

## Leben und Wirken
Günther-Gräff absolvierte zunächst eine Ausbildung zur Bankkauffrau. Dem schloss sie 1991 an der Universität Kiel ein Studium der Rechtswissenschaften an, das sie 1997 mit dem Ersten Juristischen Staatsexamen abschloss. Anschließend leistete Günther-Gräff ihr Rechtsreferendariat ab und legte 2000 in Hamburg ihr Zweites Juristisches Staatsexamen ab. Bereits 1999 war sie von der Universität Kiel mit der handelsrechtlichen Arbeit Kündigung und Kündigungsschutz von Absatzmittlungsverträgen, dargestellt am Beispiel des Handelsvertreters, des Vertragshändlers und des Franchisenehmers zur Dr. iur. promoviert worden. Nach ihrem Zweiten Staatsexamen war Günther-Gräff zunächst als Rechtsanwältin tätig, bevor sie im August 2001 in den Höheren Justizdienst der Freien und Hansestadt Hamburg eintrat. Dort wurde sie zunächst am Arbeitsgericht Hamburg eingesetzt. Nach einer einjährigen Abordnung an das Landesarbeitsgericht Hamburg wurde sie im Juli 2014 dort zur Vorsitzenden Richterin ernannt. Am Landesarbeitsgericht Hamburg war sie zudem Mitglied des Präsidiums.
Im Juli 2018 wurde Günther-Gräff zur Richterin am Bundesarbeitsgericht gewählt. Dort wurde sie dem vor allem für die betriebliche Altersversorgung zuständigen Dritten Senat zugewiesen.
Günther-Gräff ist verheiratet und Mutter von zwei Kindern. Außerdem ist sie passionierte Leichtathletin und hat bei den Senioren-Welt- und Europameisterschaften zahlreiche Medaillen unter anderem in der 4-mal-100-Meter-Staffel, im Stabhochsprung und im 200-Meter-Lauf errungen.